# Caparica
Caparica era una freguesia portuguesa del municipio de Almada, distrito de Setúbal.

## Historia
Fue suprimida el 28 de enero  de 2013, en aplicación de una resolución de la Asamblea de la República portuguesa promulgada el 16 de enero de 2013 al unirse con la freguesia de Trafaria, formando la nueva freguesia de Caparica e Trafaria.